# ペンタゴン石
ペンタゴン石（ペンダゴンせき、Pentagonite）は、化学式Ca(VO)Si4O10·4(H2O)の希少ケイ酸塩鉱物である。異常な双晶により五重対称性を持つことから名付けられた。カバンシ石の二形である。
1973年にオレゴン州マルヒュア郡のオワイヒー湖州立公園で発見されたものが初めて記載された。また、インドのプネー県でも報告されている。凝灰岩や玄武岩の断口や空洞充填にも見られる。共生鉱物には、カバンシ石、輝沸石、束沸石、方沸石、魚眼石、方解石等がある。
石田らは、カバンシ石はペンタゴン石とは確かに多型だが含まれる水分に相違点があり、カバンシ石には水分の他に水酸基とヒドロニウムが含まれることから、カバンシ石は300度以下で生成するのに対しペンタゴン石は300度以上の超臨界下で生成することを示唆している。